# Enfermedad de Haff
La enfermedad de Haff es una enfermedad rara que se produce tras el consumo de determinados peces o cangrejos de rio. Los síntomas se inician de forma brusca entre 6 y 24 horas después de la ingesta. Cursa con rabdomiolisis que se manifiesta por dolor muscular intenso, orina de color oscuro y en ocasiones insuficiencia renal aguda. Se cree que la causa es una toxina termoestable que no se altera al cocinar el pescado, se sospecha que este relacionada con la palitoxina. La primera descripción de la enfermedad se realizó en 1924 en habitantes de la ciudad de Königsberg en las orillas del mar Báltico.  

## Epidemiología
Las primeras descripciones de la enfermedad se realizaron en 1924 en la ciudad de Königsberg, en la costa del mar Báltico, entre personas que vivían cerca de la laguna del Vístula, en un periodo de 9 años se produjeron alrededor de 1000 casos, sobre todo en primavera y verano. Entre 1934 y 1984 se detectaron nuevos pacientes en Suecia y la antigua Unión Soviética. Posteriormente se han producido brotes en Estados Unidos, Brasil y China.

## Síntomas
Los síntomas principales son dolor muscular, orina de color oscuro y síntomas gastrointestinales, entre ellos náuseas, vómitos y dolor abdominal. En el análisis de sangre se detecta una elevación importante de CPK como consecuencia de la lesión muscular (rabdomiolisis). Pueden producirse complicaciones graves, entre ellas insuficiencia renal.

## Especies
El consumo de alguna de las siguientes especies de peces y crustáceos puede ocasionar la aparición de la enfermedad:
- Perca fluviatilis (perca europea)
- Sander lucioperca (lucio-perca)
- Coregonus spp. (coregón blanco)
- Anguilla anguilla (anguila europea).[4]

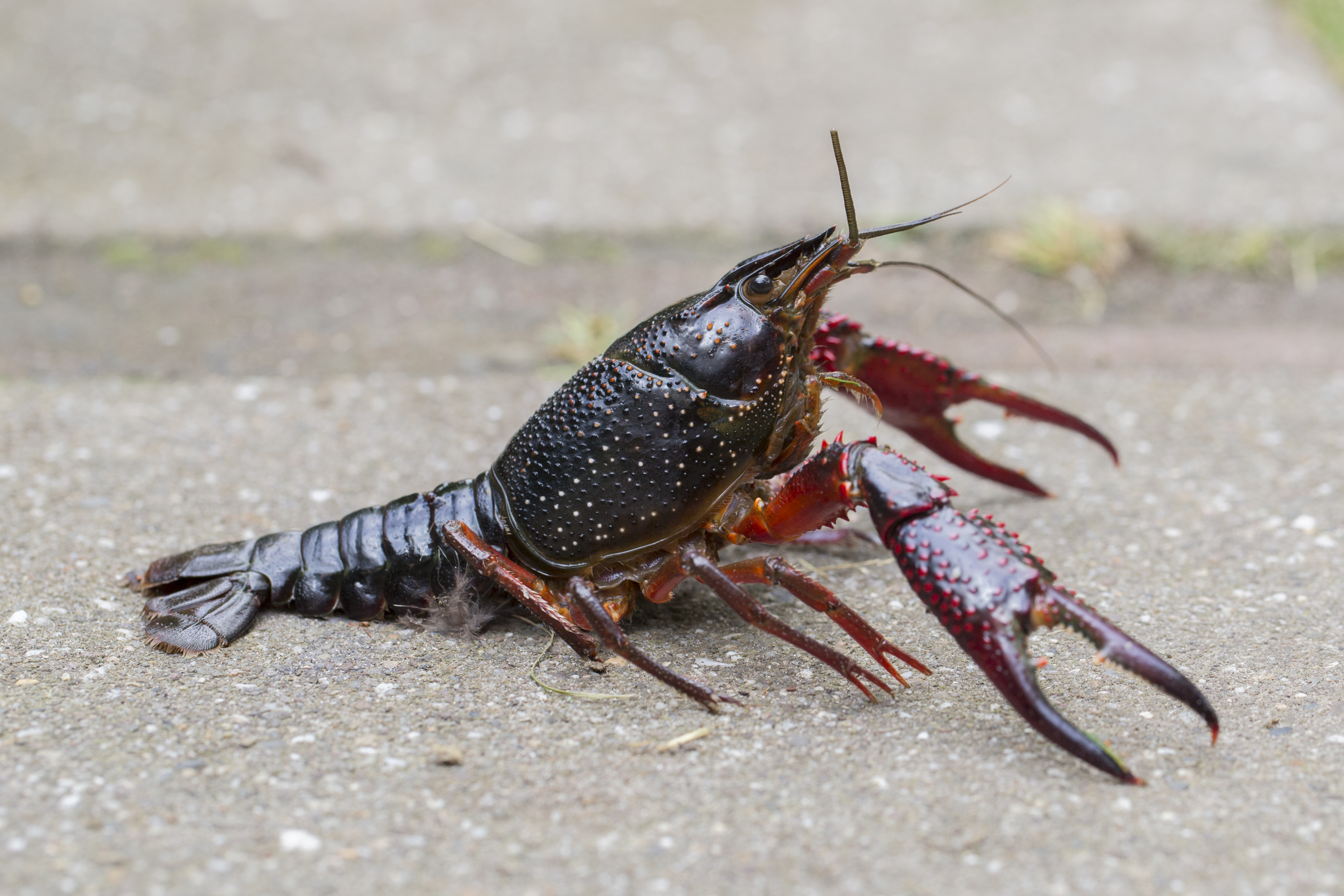
Cangrejo rojo americano (Procambarus clarkii).

- Esox sp (lucio).[4]
- Lota lota.[4]
- Mylossoma duriventre.[4]
- Ictiobus sp (pez búfalo).[4] [6]
- Procambarus clarkii.[7]